# Bucculatrix inchoata
Bucculatrix inchoata är en fjärilsart som beskrevs av Edward Meyrick 1913. Bucculatrix inchoata ingår i släktet Bucculatrix och familjen kronmalar. Inga underarter finns listade i Catalogue of Life.